# Maison au cadran solaire
La maison au cadran solaire (en serbe cyrillique : Кућа са сунчаним сатом ; en serbe latin : Kuća sa sunčanim satom) est située à Belgrade, la capitale de la Serbie, dans la municipalité urbaine de Zemun. En raison de sa valeur architecturale, cette maison, construite en 1823, figure sur la liste des monuments culturels protégés de la république de Serbie et sur la liste des biens culturels de la ville de Belgrade.

## Présentation

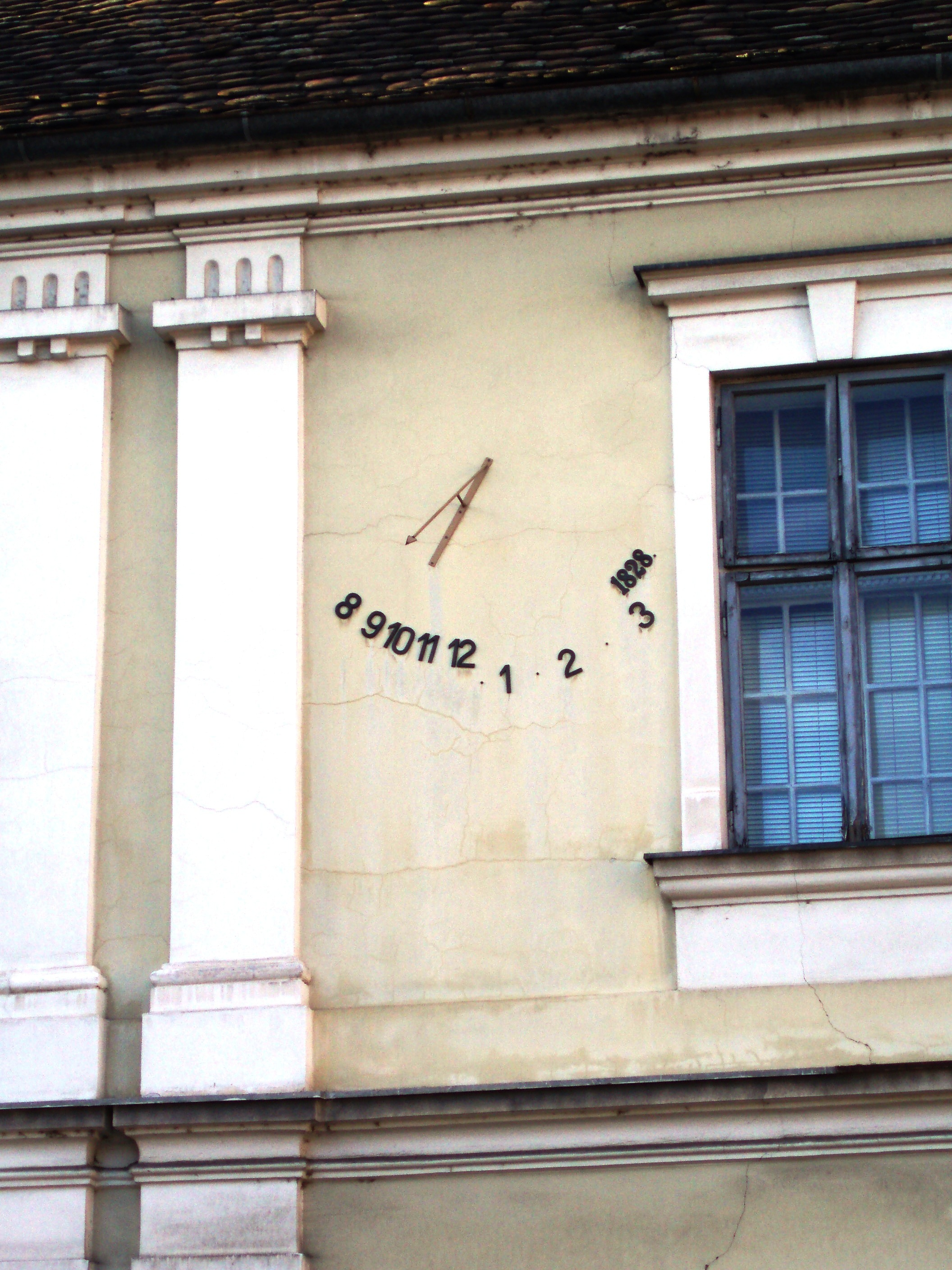
Détail du cadran solaire

La maison au cadran solaire, située 23 Glavna, est une maison résidentielle et commerciale construite en 1823 ; elle a été étendue dans la rue Dubrovačka en 1908. Elle possède une cave et est constituée de deux ailes construites en briques, avec des plafonds voûtés et des architraves à l'intérieur de l'édifice. La partie commerciale était cantonnée au rez-de-chaussée, tandis que le premier étage servait de lieu d'habitation. La façade, conçue dans le style impérial est ornée de reliefs. Un cadran solaire se trouve sur la façade de la rue Dubrovačka, ce qui confère à la maison une valeur supplémentaire.

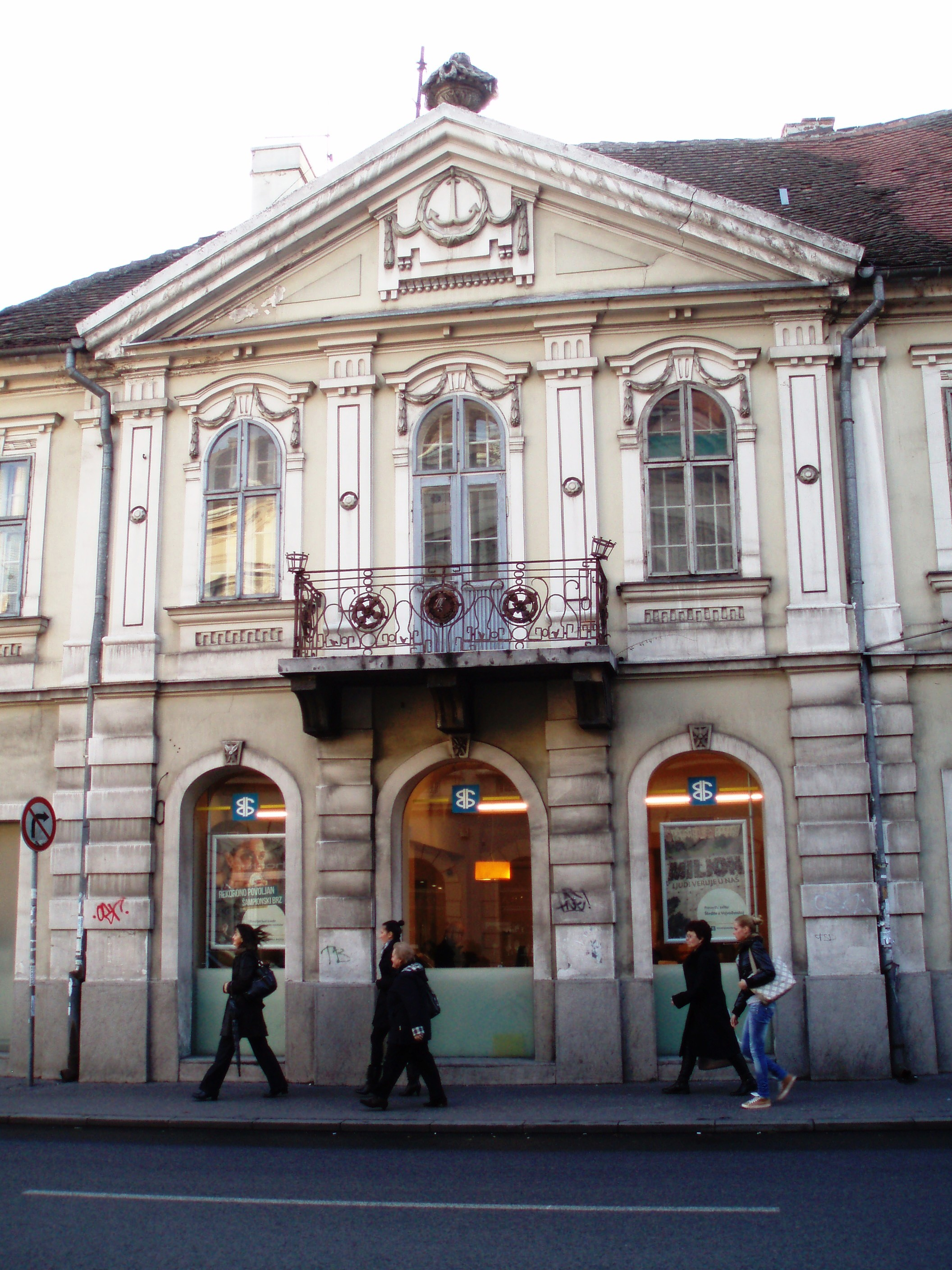
Détail de la façade de la rue Glavna
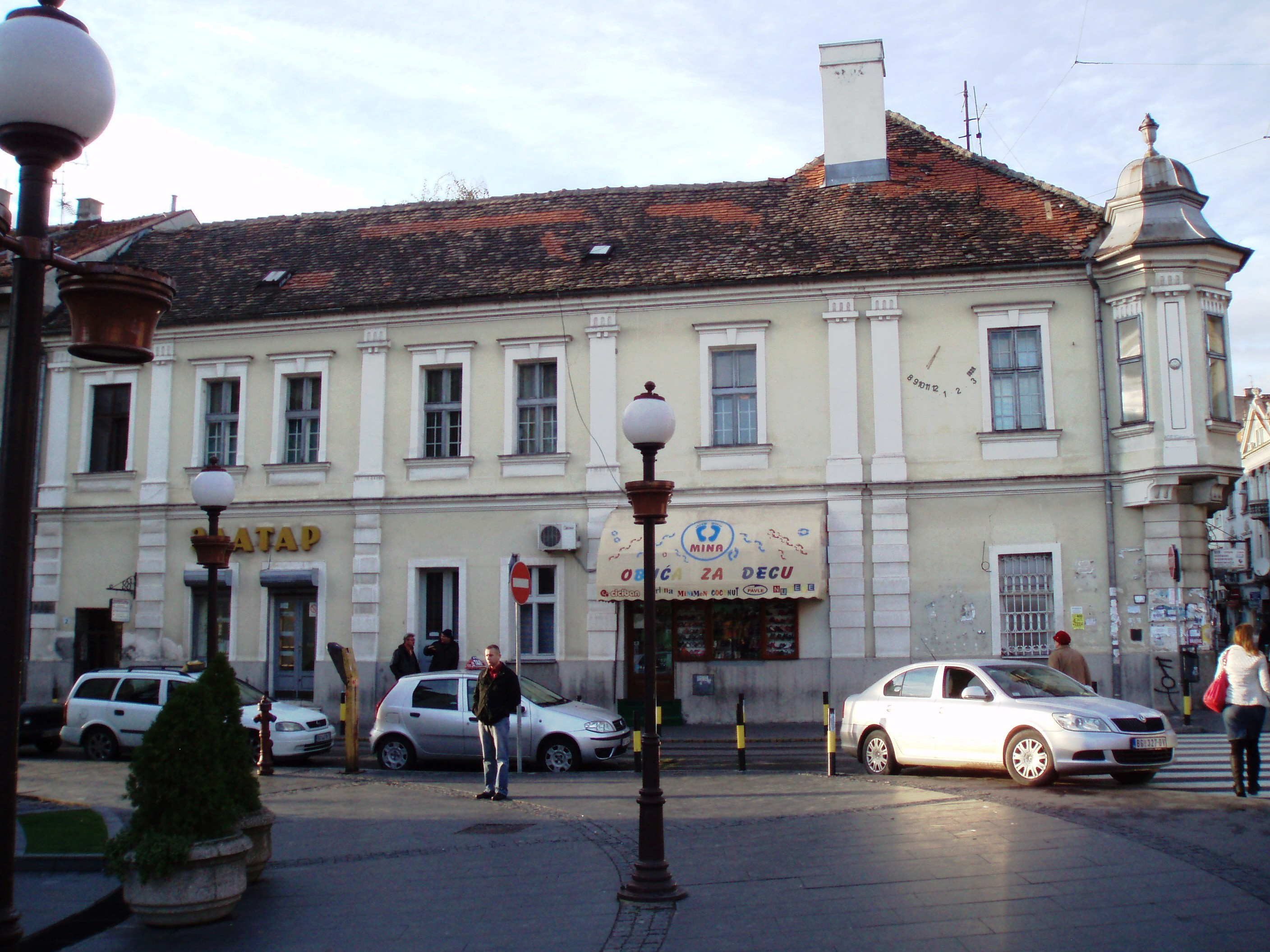
La façade de la rue Dubrovačka